# Abdul "Duke" Fakir

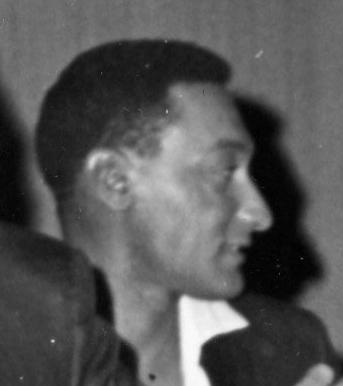
Abdul "Duke" Fakir, cirka 1967.

Abdul Kareem ”Duke" Fakir, född 26 december 1935 i Detroit, Michigan, död 22 juli 2024 i Detroit, Michigan, var en amerikansk sångare. Han var den sist kvarvarande ursprunglige medlemmen av den amerikanska soulgruppen The Four Tops.
Abdul Fakir var som förstetenor känd under namnet "Duke". År 1954 träffade han Lawrence Payton och Renaldo "Obie" Benson på en väns födelsedagskalas. De bildade sånggruppen The Four Aims, som senare döptes om till The Four Tops.
The Four Tops har gjort många populära låtar, bland annat "Reach Out I'll Be There", "I Can't Help Myself", "Baby I Need Your Lovin", "Bernadette" och "It's the Same Old Song". År 1990 blev gruppen invald i Rock and Roll Hall of Fame.